# Communauté de communes de Moyenne Vilaine et Semnon
Die Communauté de communes de Moyenne Vilaine et Semnon ist ein ehemaliger französischer Gemeindeverband mit der Rechtsform einer Communauté de communes im Département Ille-et-Vilaine in der Region Bretagne. Der Gemeindeverband wurde am 31. Dezember 1993 gegründet und bestand aus 16 Gemeinden. Der Verwaltungssitz befand sich im Ort Bain-de-Bretagne.

## Historische Entwicklung
Mit Wirkung vom 1. Januar 2017 fusionierte der Gemeindeverband mit der Communauté de communes du Pays du Grand Fougeray und bildete so die Nachfolgeorganisation Bretagne Porte de Loire Communauté.

## Ehemalige Mitgliedsgemeinden
1. Bain-de-Bretagne
2. La Bosse-de-Bretagne
3. Chanteloup
4. La Couyère
5. Crevin
6. Ercé-en-Lamée
7. Lalleu
8. La Noë-Blanche
9. Pancé
10. Le Petit-Fougeray
11. Pléchâtel
12. Poligné
13. Saulnières
14. Le Sel-de-Bretagne
15. Teillay
16. Tresbœuf